# Tolyphus dubius
Tolyphus dubius là một loài bọ cánh cứng trong họ Phalacridae. Loài này được Gridelli miêu tả khoa học năm 1930.